# Abobo's Big Adventure
Abobo's Big Adventure es un juego flash que hace parodia a varios juegos. Inspirado en otros videojuegos lanzados por Nintendo para la consola NES. El juego tiene como protagonista a Abobo, un jefe de la franquicia de videojuegos Double Dragon.
El juego fue escrito por Roger Barr y programado por Nick Pasto. El arte fue creado por PoxPower, fue lanzado en enero del 2012 con muy buenas críticas.

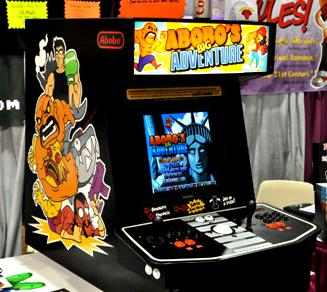
Videojuego adaptado a una máquina de arcade para la Comic-Con de San Diego de 2012.

## Jugabilidad y trama
El objetivo en Abobo's Big Adventure es pasar por diferentes niveles usando como personaje a Abobo. El juego en sí se subdivide en otros juegos, cada uno de estos haciendo referencia a un juego de NES, como: ''Double Drabobo'',  ''Super Mabobo'', ''Urban Chabobo'', ''Zeld Abobo'', ''Balloon Abobo'', ''Pro Wrabobo'', ''Mega Mabobo'', ''Contra bobo'' y ''Punch Abobo''.
Cada juego hace uso de las teclas de dirección para el movimiento del personaje, mientras que las teclas ''A'' y ''S'' hacen interacciones dependiendo del sub-juego en particular. Abobo tiene un contador de ira que aumenta cuando ataca a un enemigo y disminuye cuando él es atacado, cuando el contador está completamente lleno el jugador puede presionar las teclas ''A'' y ''S'' al mismo tiempo para hacer un ataque especial que puede destruir o hacer daño a todos los enemigos que aparecen en pantalla, a excepción de ''Contra bobo''.
La trama del juego comienza con el hijo de Abobo, Aboboy, quien fue secuestrado al comienzo del juego, haciendo referencia al comienzo de Double Dragon. Los niveles del juego son principalmente lineales, con varias referencias a juegos de la consola NES, como serían enemigos y diseños.
Antes del nivel final, Abobo se encontraría con Jerome ''Doc'' Louis el entrenador del personaje principal de la saga de videojuegos Punch-Out!!, revelando que el villano del juego es su exalumno Little Mac, quien se volvería malvado luego del poder que consiguió al ganar el campeonato.
Abobo derrotaría a Little Mac en una pelea de boxeo, decapitándolo con un Power Glove, rescatando a Aboboy.
En la escena final se muestra a Abobo y a su hijo siendo felicitados por el público del ring, Abobo y su hijo saltarían fuera del ring y comenzarían a asesinar a todo lo que se encuentre a su alcance. Al final se muestra que todo fue un sueño de Abobo haciendo referencia al final de Super Mario Bros 2.

## Desarrollo
El desarrollo del juego comenzaría en 2002 por el fundador de I-Mockery, Roger Barr, que pretendía hacer su primer juego hecho completamente en flash que tendría como personaje principal a Abobo, trabajaría con un programador que lleva el alias en internet de ''Bane'', pero el proyecto se vería atrasado por otros proyectos en los que estarían trabajando, incluyendo un juego con un concepto similar a la de Abobo's Big Adventure llamado ''Domo-Kun's Angry Smashfest''. Roger volvería a trabajar en el juego con la ayuda de 2 programadores, Nick Pasto de PestoForce y ''Pox'' de The Pox Box, luego de crear la historia decidirían comenzar desde cero en 2006 debido a incomodidades con el progreso que Roger hizo con ''Bane'' anteriormente.

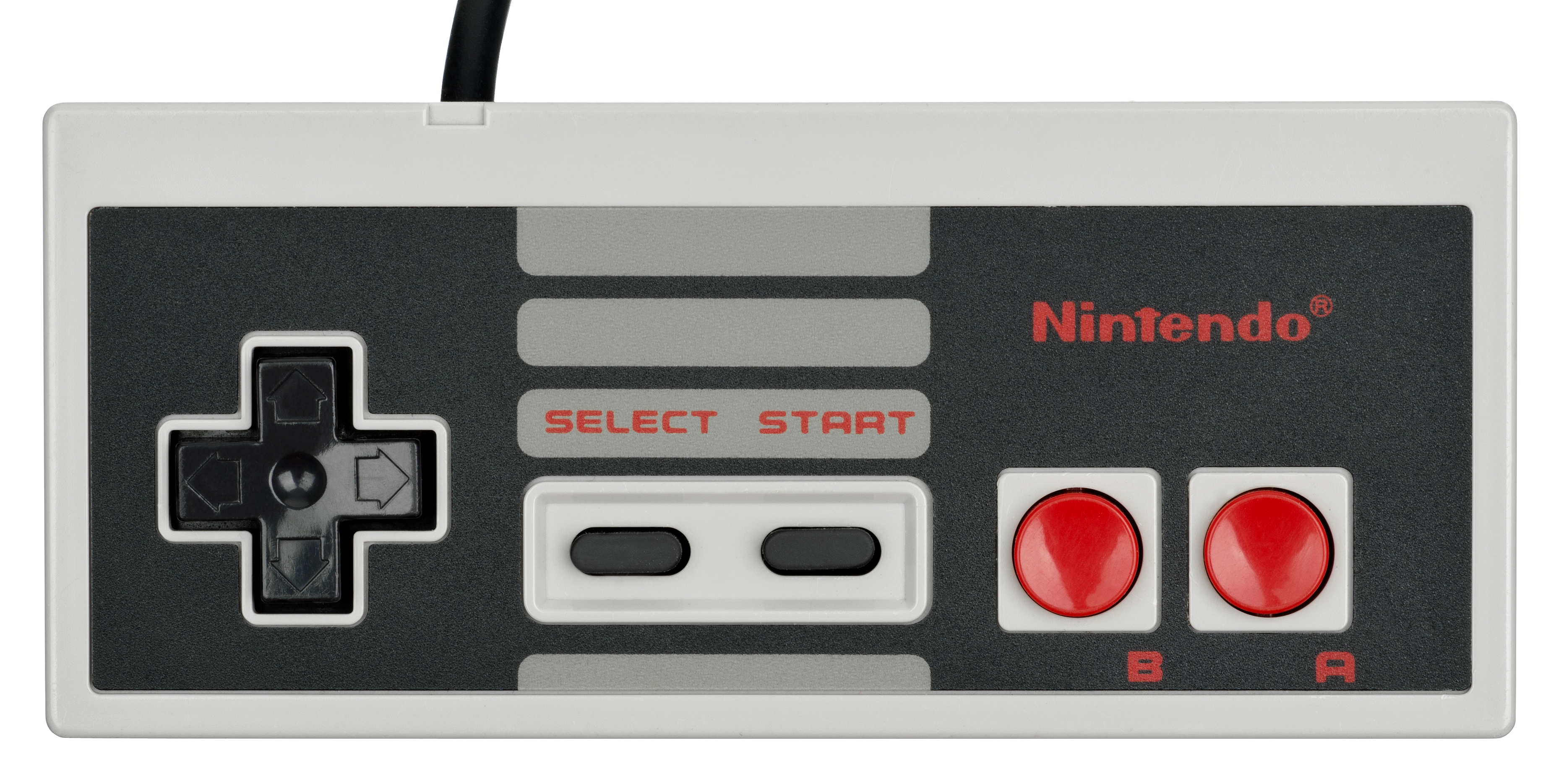
Control de una consola NES

El desarrollo de los niveles del juego serían hechos con enemigos y escenarios de juegos ya existentes de la consola NES. En el proceso de creación del juego, los programadores harían proyectos más pequeños para mantenerse motivados y para cumplir con deudas financieras. En 2009 los primeros 3 niveles del juego serían completados y revelados en la Comic-con de San Diego, el juego sería jugable con un control de una consola NES, el juego sería bien recibido por el público de la Comic-con, ellos continuarían el juego, corrigiendo errores. En 2010 el juego sería revelado en la misma Comic-con, presentada en una máquina de arcade.
Aunque el juego tendría retrasos en 2011, ellos intentarían terminarlo y lanzarlo a finales de diciembre. En septiembre de ese año, Roger llevaría el juego con él en un tour de comedia con Keith Apicary, siendo mostrado en varios arcades y tiendas de videojuegos, seguido de un tráiler oficial poco después. En respuesta de numerosas donaciones, ellos comenzarían a trabajar en juego pequeño llamado ''Aboboy's Small Adventure'' para toda persona que haga una donación, esto atrasaría el lanzamiento del juego original. El 11 de Enero de 2012 el juego fue lanzado en Newgrounds, junto a un tutorial que explica como jugar el juego con un control de NES, junto a una versión descargable del juego, mientras que el equipo planearía más exhibiciones en convenciones de videojuegos.

## Recepción
El juego recibiría reseñas positivas desde su lanzamiento, el 12 de julio de 2013, Newgrounds anunciaría que Abobo's Big Adventure fue nominado juego del año del 2012.
GameSpy alabaría su trabajo llamándolo ''Madre de todos los juegos que hacen homenaje a 8-bits''.
La revista mexicana ''Cine Premiere'' dijo que era un juego divertido, en una forma de revivir la nostalgia de un juego de 8 bits o uno de 16 bits.
GameZone describiría al juego como ''Parte parodia y parte tributo'' a la consola NES.
Eurogamer.it llamaría al juego como ''Un buen contendiente para el Juego del Año del 2012'' y ''El último tributo a la NES'', describiéndolo como un juego bien hecho y con mucha dificultad.
Adam Smith de Rock, Paper, Shotgun declararía que, si bien la combinación de varios estilos de sprites podría recordar a varios webcómics, el juego fue creado tomando en cuenta influencias originales. Añadió además que se trataba de ''Un videojuego bien diseñado con pequeños juegos que logran capturar la esencia de los videojuegos originales''.
Wired llamaría al juego ''Parodia de 8-bits bien hecha'', alabándolo por desviarse de títulos similares al oferecer más gráficos y sonidos simplificados, y que ''La valentía con la que se burla de los héroes ancestrales retrata un amor hacia ellos casi tangible al mismo tiempo.''
Los editores de 1UP.com, Jeremy Parish y Bob Mackey elogiaron el juego, Jeremy cuestionando si eliminar la línea entre "Parodia y apropiación [...] se podría argumentar que es una expresión dadaísta", mientras que Bob decía que el juego seguía siendo una parodia, solo que cada aspecto del juego habrían sido replicados ''de lleno''.
GameSpot alabó el juego diciendo ''Es un trabajo que está repleto de una asombrosa cantidad de referencias a los juegos de NES, no solo los sprites, los entornos y la música; también captura la jugabilidad simple pero desafiante de los juegos que imita.''
Yoshihisa Kishimoto, creador de Double Dragon, declaró en una entrevista con Polygon que apoyaba y que amaba el juego.